# Majed Moqed
Majed Mashaan Ghanem Moqed (in arabo ماجد مشعان موقد‎?; Annakhil, 18 giugno 1977 – Arlington, 11 settembre 2001) è stato un terrorista saudita.

## Biografia
Moqed era uno studente di legge dell'Università Re Fahd. Dopo aver lasciato gli studi si recò in un campo di addestramento di al-Qaeda in Afghanistan con il suo compagno di studi Satam al-Suqami. 
I due si addestrarono a Khalden, località vicino a Kabul, in un campo gestito da Ibn al-Shaykh al-Libi. Un conoscente in Arabia Saudita riferì di averlo visto l'ultima volta nel 2000, prima che si recasse negli USA per studiare l'inglese. Nel novembre 2000, insieme ad al-Suqami, si recò dall'Iran al Bahrain. 
Si recò poi diverse volte negli UAE, dove ottenne il visto per gli Stati Uniti, grazie al finanziatore degli attentati Mustafa al-Hawsawi. Oltre a lui si recarono negli Emirati Arabi anche Wail al-Shihri, Saeed al-Ghamdi, Hamza al-Ghamdi, Ahmed al-Haznawi e Ahmed al-Nami. 

Conosciuto come al-Ahlaf durante i preparativi, Moqed si trasferì in un appartamento a Paterson, New Jersey, insieme a Salem al-Hazmi, Abdulaziz al-Omari e Khalid al-Mihdhar.  

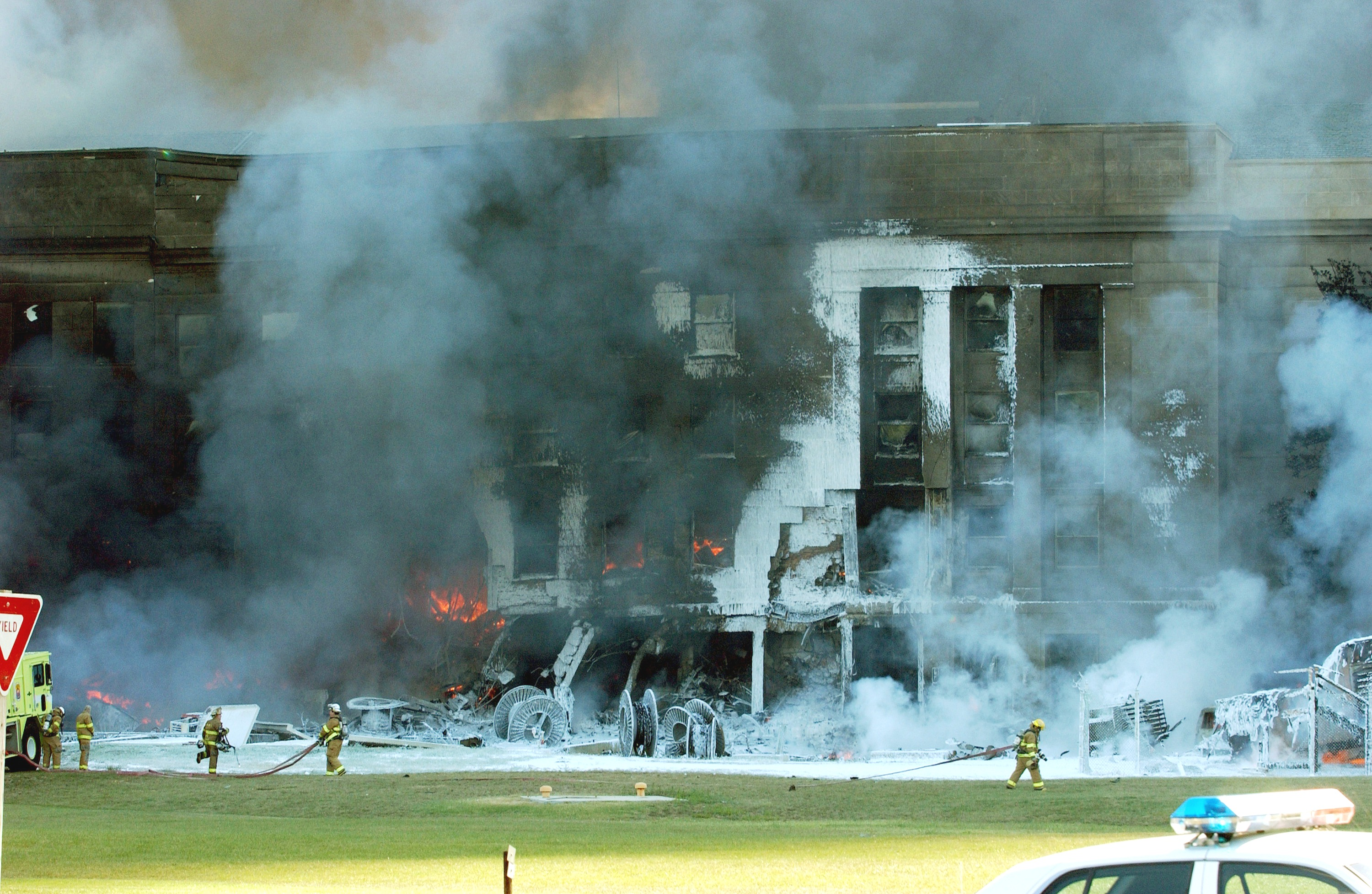
Il Pentagono, pochi minuti dopo lo schianto del volo AA77

Secondo l'FBI, Majed Moqed arrivò per la prima volta negli USA il 2 maggio 2001, quando insieme a Hani Hanjour, Hamza e Ahmed al-Ghamdi noleggiò un minivan, dirigendosi a Fairfield, Connecticut. Il 2 settembre, Moqed pagò 30$ per un abbonamento settimanale in una palestra a Greenbelt, Maryland. Tre giorni dopo fu visto insieme ad Hani Hanjour in un filmato di un bancomat in Maryland. 
Moqed arrivò l'11 settembre al Dulles International Airport di Washington. Si imbarcò sul volo AA77, occupando il posto 12A, accanto a Khalid al-Mihdhar.               
L'aereo decollò da gate G26 di Dulles alle 8:20, 10 minuti in ritardo rispetto alla tabella di marcia. Moqed assistette Hani Hanjour nel dirottamento dell'aeromobile, che lo fece schiantare contro la parete ovest del Pentagono, nella Contea di Arlington, Virginia.